# Municipalitate metropolitană (Africa de Sud)
În statul Africa de Sud o municipalitate metropolitană sau Municipalitate de Categoria A este o unitate administrativ-teritorială care execută toate funcțiile guvernamentale pentru un oraș sau o conurbație, în contrast cu municipalitățile rurale, unde administrația locală este împărțită în municipalități districtuale și municipalități locale.

Constituția statului sudafrican definește în cadrul secțiunii 155.1.a[1] Municipalitățile de Categoria A.
 În Actul Structurii Municipalităților [2] se stipulează că acest tip de administrație locală este folosit pentru conurbații, centre cu activitate economică, zone pentru care este se dorește planificarea de dezvoltare integrală și zone cu puternice legături interdependente sociale și economice.

## Lista municipalităților metropolitane
între paranteze sunt trecute denumirile originale și metropola principală
- Municipalitatea Metropolitană Cape Town (City of Cape Town)
- Municipalitatea Metropolitană Ekurhuleni (Ekurhuleni Metropolitan Municipality) (East Rand)
- Municipalitatea Metropolitană eThekwini (eThekwini Metropolitan Municipality) (Durban)
- Municipalitatea Metropolitană Johannesburg (City of Johannesburg Metropolitan Municipality) (Johannesburg)
- Municipalitatea Metropolitană Nelson Mandela Bay (Nelson Mandela Bay Metropolitan Municipality) (Port Elizabeth)
- Municipalitatea Metropolitană Tshwane (City of Tshwane Metropolitan Municipality) (Pretoria)